# Tsuji Kunio
Tsuji Kunio (japanisch 辻 邦生; * 24. September 1925 in Tokio; † 29. Juli 1999 in Karuizawa) war ein japanischer Schriftsteller.

## Leben
Tsuji besuchte gemeinsam mit Kita Morio die Matsumoto Oberschule. Er studierte französische Literatur an der Universität Tokyo. Er lebte von 1957 bis 1960 in Frankreich, was sich auch in seinem Werk niederschlägt. Sein Debüt legte er 1963 mit Kairō nite (廻廊にて) vor, wofür er den Preis für Gegenwartsliteratur (近代文学賞, Kindai Bungakushō) erhielt. Eines seiner bekanntesten und auch ins Englische übersetzten Werke ist Azuchi ōkanki (The Signore). Tsuji starb im Alter von 73 Jahren an einem Herzinfarkt im Krankenhaus von Karuizawa (Nagano).
Literaturhistorisch trat Tsuji insbesondere durch seine Historienromane in Erscheinung. Tsuji wurde wie auch sein Freund und Schriftstellerkollege Kita Morio besonders von Thomas Mann beeinflusst. Zeugnis dieses Einflusses ist eine Vielzahl von Gesprächen (対談), die Tsuji und Kita über Thomas Mann geführt haben, sowie Tsujis Buch Thomas Mann.

## Preise und Auszeichnungen
- 1972 Mainichi-Kunstpreis für Haikyōsha Julianus (背教者ユリアヌス)
- 1995 Tanizaki-Jun’ichirō-Preis für Saigyō kaden (西行花伝)

## Werke
- 1968 Ikoku kara (異国から)
- 1968 Azuchi ōkanki (安土 往還記)
- 1969 Shiro, yoru (城夜)
- 1970 Kita no misaki (北の岬)
- 1970 Wakaki hi to bungaku to (若き日と文学と)
- 1971 Sagano meigetsuki (嵯峨野 明月記)
- 1971 Amakusa no gaka (天草 の 雅歌)
- 1971 Tsuji Kunio shū (辻 邦生 集)
- 1972 Azuchi ōkan ki (安土 往還 記)
- 1972 Haikyōsha Yurianusu (背教者 ユリアヌス)
- 1972 Ihō ni te (異邦にて)
- 1973 Poseidon kamensai (ポセイドン仮面祭)
- 1974 Mommarutoru no nikki (モンマルトルの日記)
- 1974 Umibe no bochi kara (海辺の墓地から)
- 1975 Mahiru no umi e no tabi (真昼の海への旅)
- 1975 Saramanka no techō kara (サラマンカの手帖から)
- 1975 Kiri no Santo Mari (霧の聖マリ)
- 1976 Shōsetsu e no joshō (小説への序章)
- 1976 Natsu no toride (夏の砦)
- 1976 Kiri no haikyo kara (霧の廃墟から)
- 1977 Toki no tobira (時の扉)
- 1977 Toki no owari e no tabi
- 1977 Shiro, yoru (城夜)
- 1977 Haru no taikan (春の戴冠)
- 1977 Mishiranu machi ni te (見知らぬ町にて)
- 1979 Raimei no kikoeru gogo (雷鳴の聞える午後)
- 1980 Nadare no kuru hi (雪崩のくる日)
- 1980 Orību no koeda (橄欖の小枝)
- 1980 Mori Arimasa (森 有正)
- 1982 Uki no owari (雨季の終わり)
- 1982 Ki no koe umi no koe (樹の声海の声)
- 1983 Fuyu no kiri tachite (冬の霧立ちて)
- 1984 Toki no kajitsu (時の果実)
- 1984 Jūni no fūkeiga e no jūni no tabi (十二の風景画への十二の旅)
- 1985 Tenshitachi ga machi o yuku : sokkyō kigeki (天使たちが街をゆく: 即興喜劇)
- 1987 Umi (海)
- 1988 Shi to eien (詩と永遠)
- 1988 Watakushi no eiga techō (私の映画手帖)
- 1990 Eien no shoka ni tachite (氷遠の書架にたちて)
- 1990 Suiren no gogo (睡蓮の午後)
- 1991 Toki no naka no shōzō (時刻のなかの肖像)
- 1993 Bishin to no kyōen no mori de (美神との饗宴の森で)
- 1994 Sengo 50-nen o tou : teidan (戦後50年を問う: 鼎談) gemeinschaftlich mit Tsutsumi Seiji, Yasue Ryōsuke; Nagano-shi
- 1995 Saigyō kaden (西行花伝)

## Übersetzungen
- The Signore : shogun of the warring states (Azuchi ōkanki, 1968), übersetzt von Stephen Snyder, Tokyo; New York: 1989. ISBN 0-87011-939-7.